# Dominikanerkloster Nürnberg

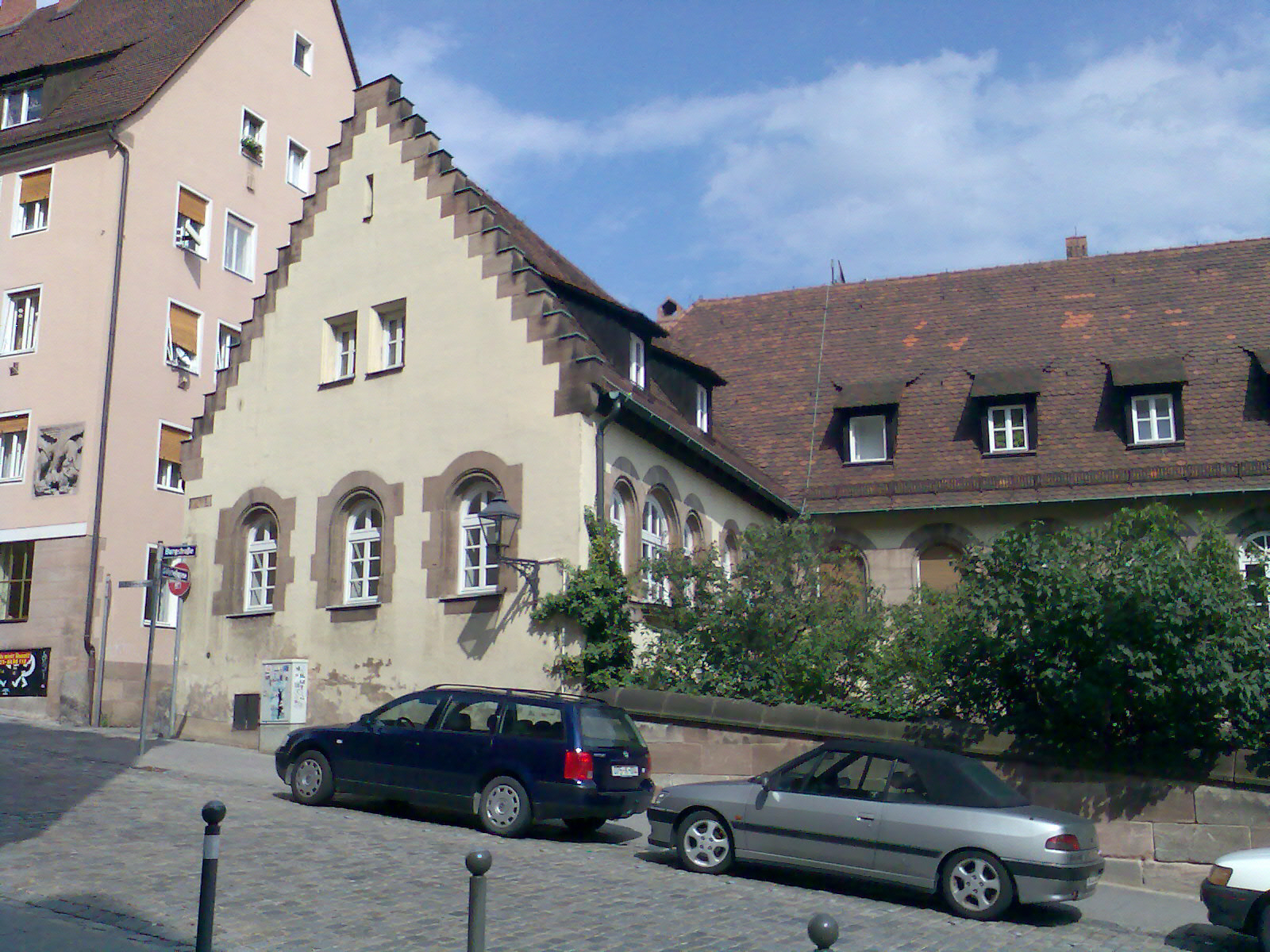
Gebäudeteile des Dominikanerklosters

Das Nürnberger Dominikanerkloster war ein Kloster der Dominikaner in der Bayerischen Diözese Bamberg.

## Geschichte

### Dominikanerkloster

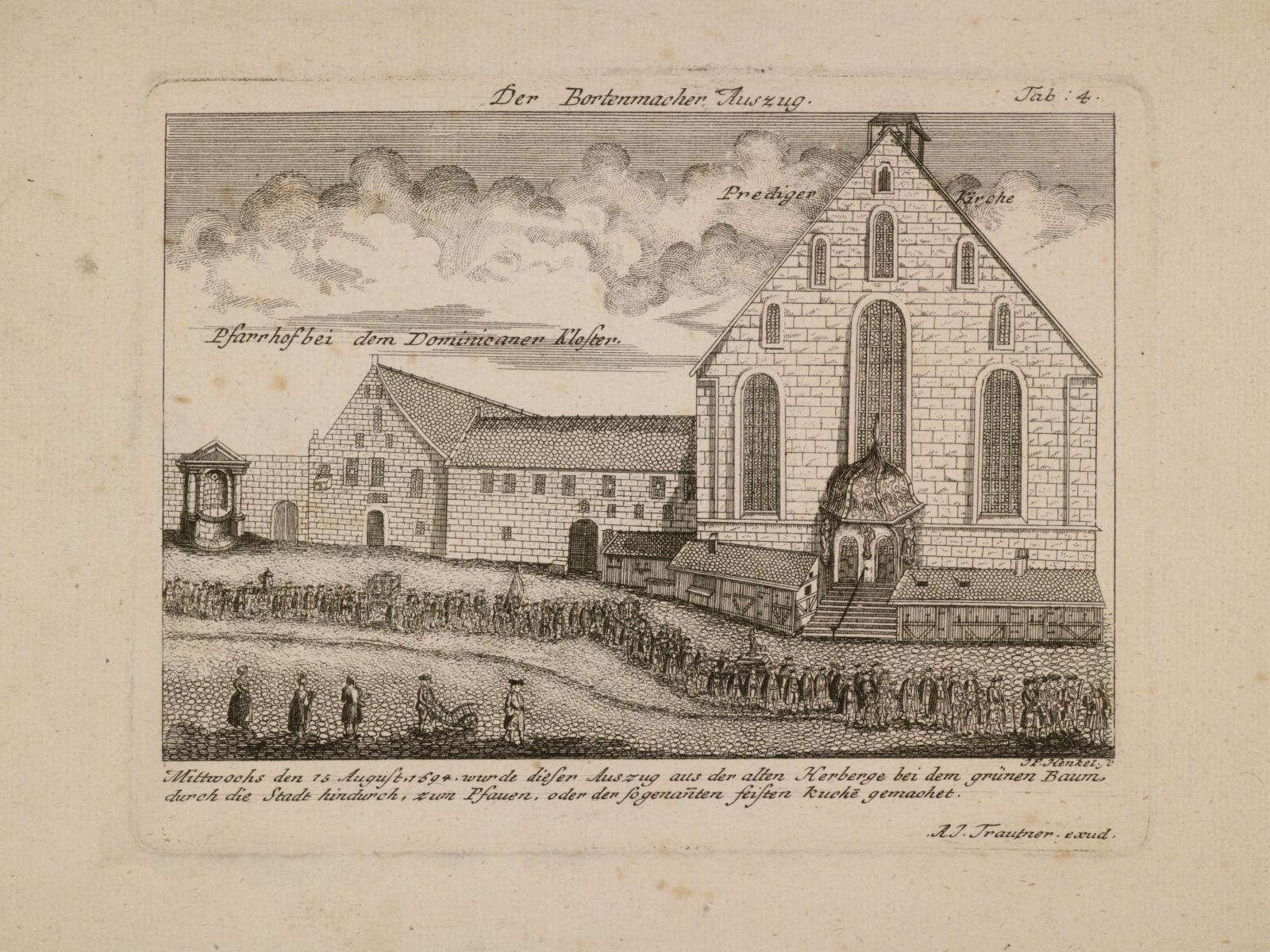
Kloster und Kirche

Das Kloster der Dominikaner (auch Predigerkloster genannt) wurde 1234 oder 1248 gegründet. Die Klosterkirche wurde 1275 erbaut, während die Klostergebäude um 1288 und der Kreuzgang erst 1328 fertiggestellt waren. Von Anfang an befanden Kirche und Kloster sich an der Burgstraße, Ecke Dielinggasse (seit 1833: Theresienstraße).
Das Kloster erlangte bald innerhalb des Ordens eine geachtete Stellung: 1316, 1361 und 1393 tagte hier der dominikanische Generalkonvent. Regen Austausch unterhielt man zu den Scholastikern der Universität von Paris. Auf Betreiben des Inneren Rats wurde im Februar 1396 vom Colmarer Ordenshaus aus unter Vikar Johannes Mulberg aus Kleinbasel (* um 1350; † 1414 im Kloster Maulbronn) die Observanz eingeführt; der Colmarer Prior Konrad de Prussia (Konrad de Grossis; † 1426) übernahm das Nürnberger Priorat. Ordensmeister Raimund von Capua, ein eifriger Reformer, starb 1399 auf Visitationsreise im Nürnberger Kloster und wurde in der Klosterkirche beigesetzt (später nach Neapel überführt). Die Observanzbewegung, für die insbesondere der mehrfache Prior Konrad von Zenn († 1460) eintrat, nahm von Nürnberg ihren Ausgang in Franken, Sachsen und Oberdeutschland. Zu den über das Kloster hinaus bekannten Konventsangehörigen gehörten der als Schriftsteller, Reformer und Prediger gegen die Hussiten hervorgetretene Johannes Nider, Prior 1427/29 († 1438 in Nürnberg), die als Predigtschriftsteller bekanntgewordenen Georg Haß (um 1575), Johannes Herolt († 1468) und Peter Kirchschlag († 1483), der in die Vorgeschichte des Buchdrucks eingegangene Konrad Forster († nach 1459), schließlich der Humanist Johannes Cuno (1462/1463–1513). Prior Eberhard Mardach († 1428) schrieb ein deutsches Erbauungsbuch über die Andacht. Am Dominikanerkloster war auch eine Männerkongregation zur Schutzmantelmadonna beheimatet.
Auf dem Nürnberger Religionsgespräch im März 1525 trat der Prior Konrad Pflüger mit dem Prior des Karmelitenklosters und dem Guardian des Franziskanerklosters für die altgläubige Seite auf. Die Reformation wurde anfangs nur zögernd aufgenommen. Ende 1525 stellte die Konventsmehrheit sich, entsprechend den Wünschen des Rats, für den neuen Kirchendienst zur Verfügung. Erst 1543 hat der auf fünf Insassen geschrumpfte Konvent, der bereits lange kein Leben gemäß der Ordensregeln mehr führte, das Kloster mit allen Einkünften dem Rat, zugunsten des Großen Almosens der Georg-Keyper-Stiftung, übereignet. Das Kloster wurde damit aufgelöst und die Ratsbibliothek (Vorläufer der Nürnberger Stadtbibliothek) und Dienstwohnungen darin untergebracht. Die erste Geschichte des Klosters verfasste vermutlich Hartmann Schedel, dessen Bruder Johannes († 1505) Angehöriger des Konvents war. Aus der bedeutenden Bibliothek des Klosters sind circa 180 Handschriften in die Stadtbibliothek gelangt.
In der Burgstraße 6 sind noch Gebäudeteile des Klosters vorhanden. Heute ist hier der Sitz des evangelischen Stadtdekans.

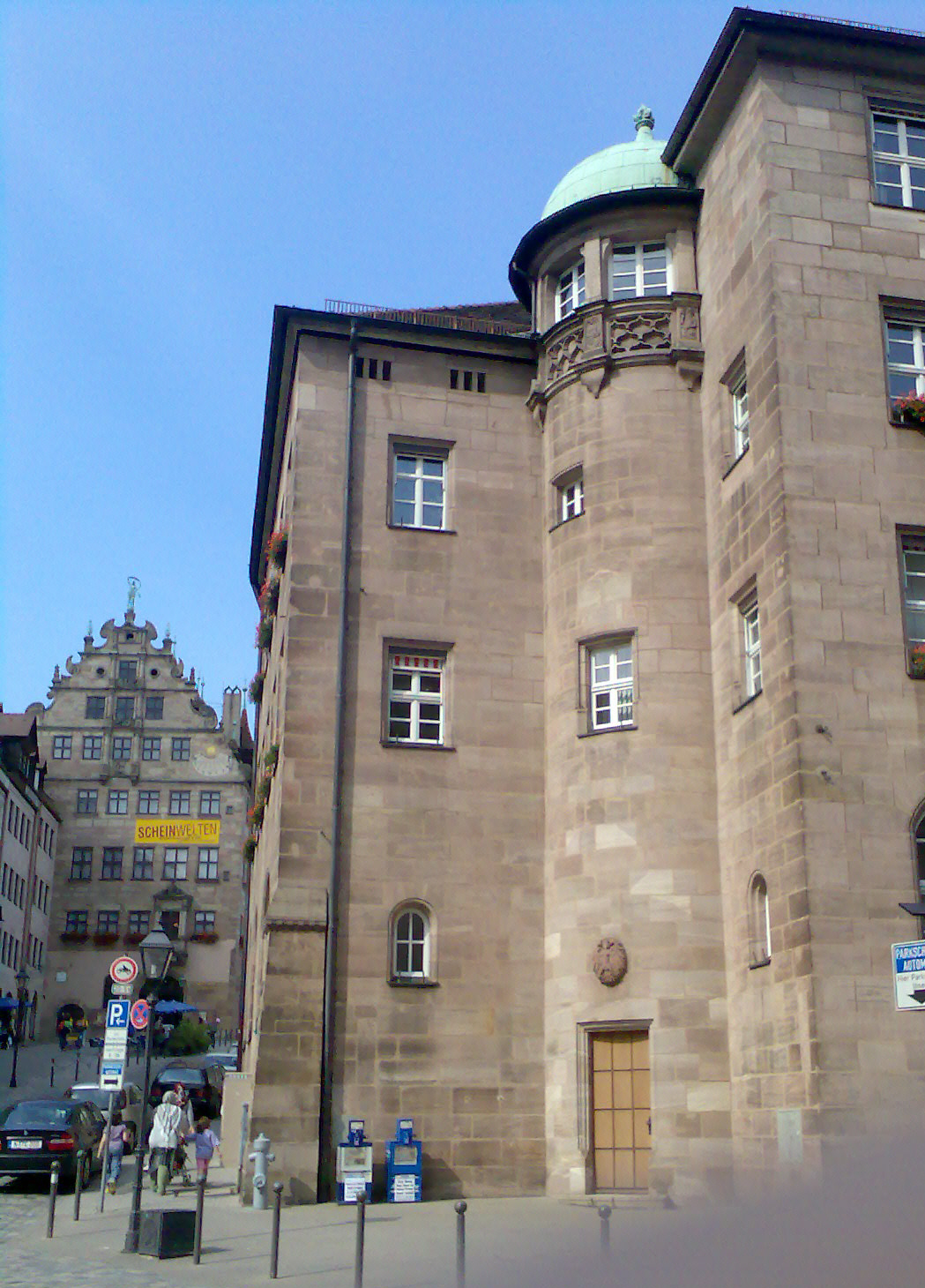
Platz der ehemaligen Dominikanerkirche

### Dominikanerkirche St. Marien
Die Klosterkirche St. Marien wurde um 1275 als einfaches Gotteshaus in gotischem Stil erbaut. Bereits 1396 machte ein Brand einen Wiederaufbau erforderlich. Nach der Auflösung des Klosters wurde um 1550 die Renaissance-Orgel der Dominikanerkirche in die Lorenzkirche transferiert und dort erst 1831 abgebrochen.
1696 wurde die Kirche außen renoviert und wegen des Brandschadens an der Egidienkirche dem Aegidianum (auch: Egidiengymnasium, seit 1933 Melanchthon-Gymnasium) zur Nutzung überlassen. Nach einem Teileinsturz wurde die Dominikanerkirche 1807 zum Abbruch verkauft. Das Eckgrundstück wurde durch den Samenhändler Hofmann bebaut. 1907–10 entstand an gleicher Stelle ein Ämtergebäude als Erweiterung des Rathauses nach Plänen des Baumeisters Heinrich Wallraff.

#### Ehemalige Ausstattung der Klosterkirche
In Klammern ist der heutige Aufbewahrungsort angegeben.

##### Altäre
Von der ehemaligen Ausstattung der Dominikanerkirche sind bekannt und erhalten:
- Dreikönigsaltar um 1463/70 (in der Lorenzkirche)
- Passionsaltar um 1460 (als Leihgabe von St. Lorenz in der Dreieinigkeitskirche in Gostenhof)
- Altarflügel des Deichsleraltars um 1420 (in den staatlichen Museen zu Berlin)
- Altarflügel mit der Verkündigung (in der Lorenzkirche)

##### Epitaphien
Aus der Reihe der Epitaphien sind überliefert:
- Glimsche Beweinung 1500/01 (in der Alten Pinakothek München)
- Keyperepitaph (in der Lorenzkirche) um 1460
- Epitaph für den Küchenmeister von Kaiser Maximilian, Michael Raphael, (in der Frauenkirche)
- Heinleinepitaph (1513), heute in der Kirche zu Flemendorf (Vorpommern)

##### Gemälde
- sechs Gemälde vom Meister des Dominikanerzyklus (Germanisches Nationalmuseum).
- Lukas Cranach, Porträt Kurfürst Friedrichs des Weisen von Sachsen, 1507 (Germanisches Nationalmuseum)

##### Schnitzwerke
- Raphael-Tobias-Gruppe des Veit Stoß aus der Nürnberger Periode, 1516 (Germanisches Nationalmuseum/Jakobskirche)
- sog. "Nürnberger Madonna" (Germanisches Nationalmuseum)

## Bekannte Ordensmitglieder
- Johannes Nider  (* um 1380, † 1438), berühmter Kanzelprediger, Hexentheoretiker.

## Werke
- Dominikanerkloster Nürnberg: Prosalegendar Der Heiligen Leben. Die verbreitetste volkssprachliche Legendensammlung des europäischen Mittelalters, 1400, 640 S., ISBN 3-484360-44-5